# Vriesea sucrei
Vriesea sucrei là một loài thuộc chi Vriesea. Đây là loài đặc hữu của Brasil.

## Hình ảnh

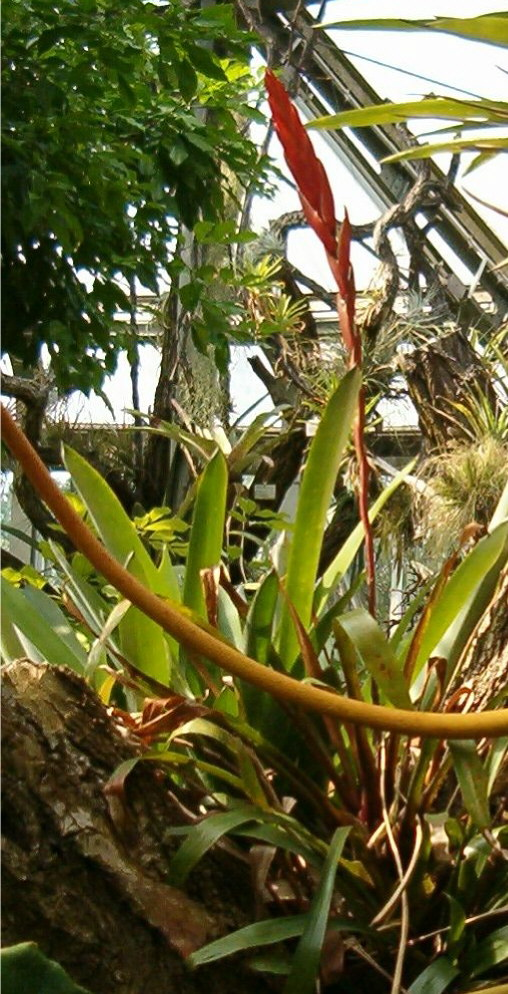
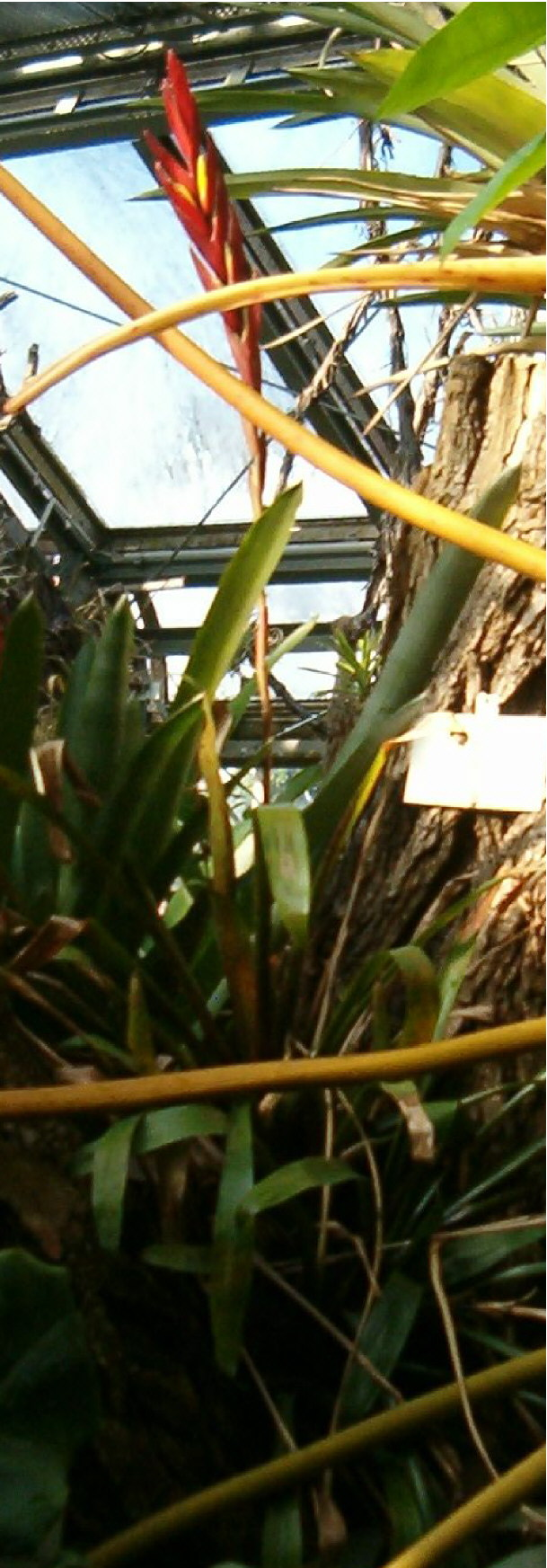
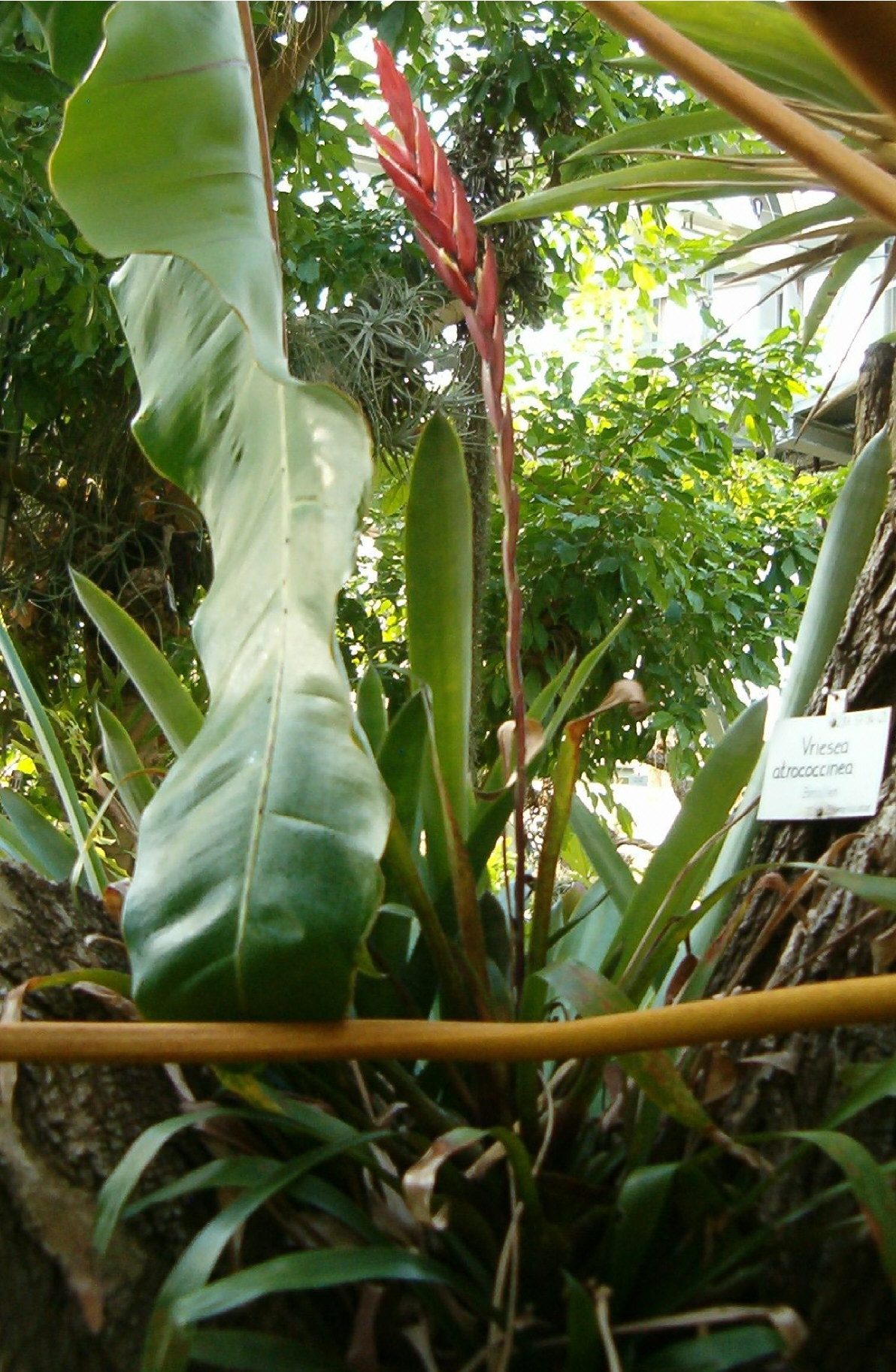

## Giống
- Vriesea 'Coppertone'
- Vriesea 'Pink Gusher'
- Vriesea 'Regent'
- Vriesea 'Sunset'
- Vriesea 'Sweet One'
- Vriesea 'Sweet Red'
- Vriesea 'Sweet Yellow'
- Vriesea 'Yara'